# Davide Biondini
Davide Biondini (Cesena, Provincia de Forlì-Cesena, Italia, 24 de enero de 1983) es un futbolista Italiano. Juega de centrocampista y su equipo actual es el Cesena F. C. de la Serie D de Italia.

## Trayectoria
Inició su carrera profesional con el Cesena, cerca de su lugar de nacimiento. Luego de jugar más de 40 partidos en la Serie C1, fue transferido al Vicenza Calcio de la Serie B. En el año 2005, el Reggina Calcio contrató a Biondini, haciendo su debut en la Serie A y ganando un sitio en el equipo italiano Sub-21 que jugó el Campeonato Europeo de dicha categoría, vistiendo la camiseta Nº 10, pero solamente hizo una aparición contra el equipo de los Países Bajos en el último partido de la serie de grupos.

## Selección nacional
Ha sido internacional con la selección de fútbol de Italia en 2 ocasiones. Debutó el 14 de noviembre de 2009, en un encuentro amistoso ante la selección de los Países Bajos que finalizó con marcador de 0-0.

### Participaciones en Eurocopas
| Eurocopa                | Sede     | Resultado    |
| ----------------------- | -------- | ------------ |
| Eurocopa Sub-21 de 2006 | Portugal | Primera fase |

## Clubes
| Club            | País   | Año         |
| --------------- | ------ | ----------- |
| A. C. Cesena    | Italia | 2000 - 2003 |
| Vicenza Calcio  | Italia | 2003 - 2005 |
| Reggina Calcio  | Italia | 2005 - 2006 |
| Cagliari Calcio | Italia | 2006 - 2012 |
| Genoa C. F. C.  | Italia | 2012        |
| Atalanta B. C.  | Italia | 2012 - 2013 |
| Genoa C. F. C.  | Italia | 2013 - 2014 |
| U. S. Sassuolo  | Italia | 2014 - 2018 |
| Cesena F. C.    | Italia | 2018 -      |